# Capitole de l'État de l'Arkansas
Le Capitole de l'État de l'Arkansas, situé à Little Rock, est achevé en 1915. La construction, siège de l'Assemblée d'État, a pris 16 ans de 1899 à 1915. Le Capitole a été construit sur le site du pénitencier d'État et les prisonniers ont aidé à construire le bâtiment.